# Louis Clarke
Louis Alfred "Pinky" Clarke (Statesville, 23 de novembro de 1901 – Fishkill, 24 de fevereiro de 1977) foi um atleta e campeão olímpico norte-americano.
Em fevereiro de 1924 ele estabeleceu um novo recorde mundial para as 100 jardas em pista coberta correndo a distância em 9s8. Poucos meses depois, nos Jogos de Paris 1924, conquistou a medalha de ouro no revezamento 4x100 m, junto com os compatriotas Frank Hussey, Loren Murchison e Alfred LeConey, que quebrou o recorde mundial com a marca de 41s0.